# Raionul Hust (pre-2020), Transcarpatia
Hust (în ucraineană Хустський район, transliterat: Hustskîi raion) este un raion în regiunea Transcarpatia, Ucraina. Reședința sa este orașul Hust.

## Demografie
Componența lingvistică a raionului Hust
     Ucraineană (95,21%)
     Maghiară (3,85%)
     Alte limbi (0,91%)
Conform recensământului din 2001, majoritatea populației raionului Hust era vorbitoare de ucraineană (95,21%), existând în minoritate și vorbitori de maghiară (3,85%).